# Верхние Кивары
Верхние Кивары — деревня в составе муниципального образования «Нижнекиварское» Шарканского района Удмуртии России. Проживают удмурты (96 %, 2002).

## География
Расположен в восточной части республики, при ручье Кивар(а).
Географическое положение
Поблизости деревни:
- д. Пустополье (← 3 км)
- д. Нижние Кивары (↓ 3.2 км)
- поч. Иты-Волок (↖ 3.4 км)
- д. Мукабан (↑ 4.6 км)
- поч. Фильки (→ 4.6 км)

## История
По административно-территориальному устройству на 1891 год: Вятская губерния, Сарапульский уезд, Шарканская волость, Нижне-Киваринское общество

## Население
| 2010 | 2012 |
| ---- | ---- |
| 240  | ↘236 |

Гендерный состав
К 1873 году: 115 мужчин, 130 женщин, всего 245 жителей, в 2002-м: 141 мужчина,	151 женщин из 292 чел., в 2010: из 237 жителей	129 мужчин,	108 женщин.

## Инфраструктура
Проведено водоснабжение.

## Транспорт
Просёлочная дорога к Нижним Киварам. Ещё в Списке населённых мест Вятской губернии 1859—1873 гг. писалось, что Кивар верхний
находится «По левую сторону проселочной дороги, из с. Дебес к Воткинскому заводу».